# Dubenec
Dubenec (deutsch Dubenetz) ist eine Gemeinde in Tschechien. Sie liegt sieben Kilometer südlich von Dvůr Králové nad Labem und gehört zum Okres Trutnov.

## Geographie

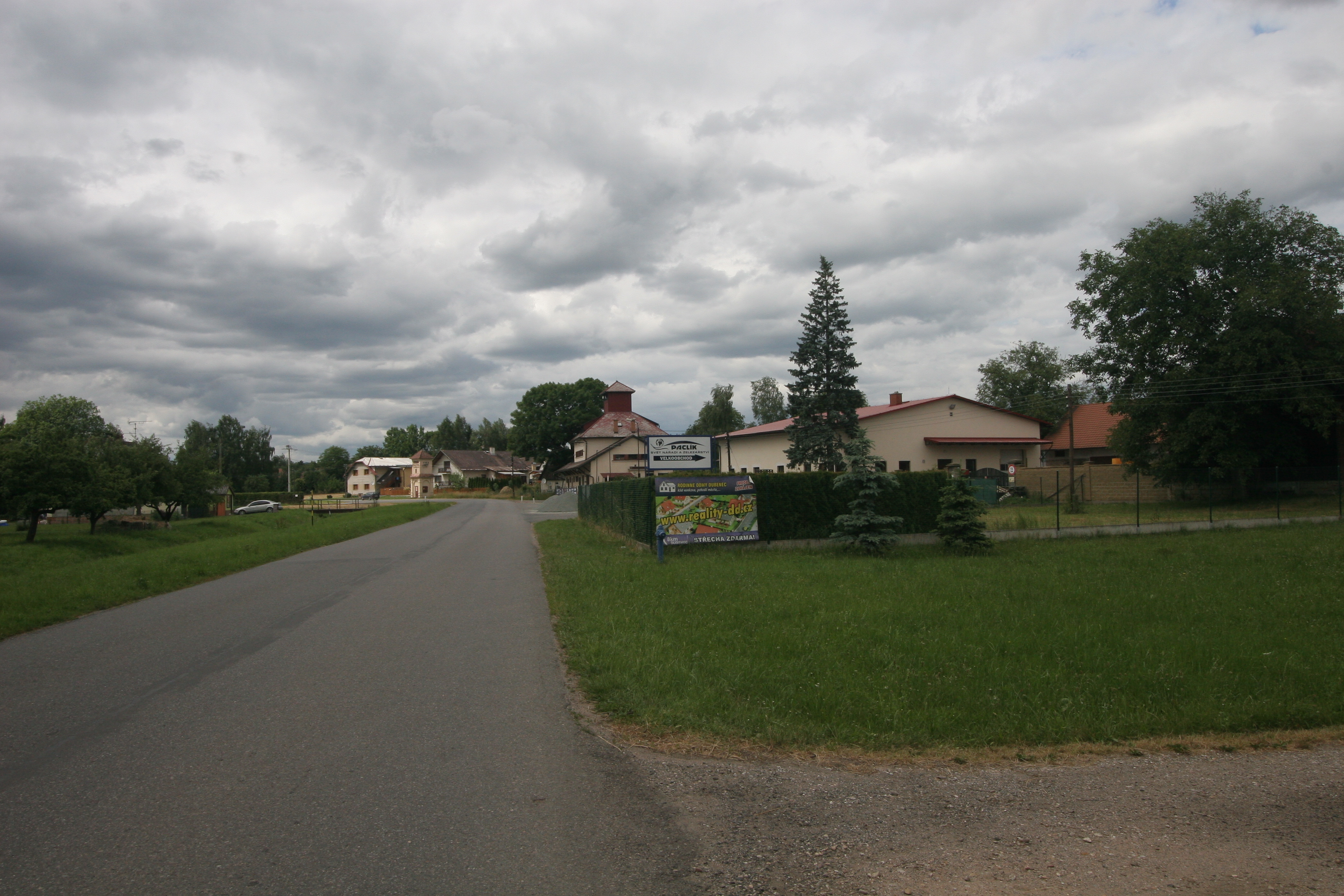
Dubenec, Dorfplatz

Die Gemeinde befindet sich im südlichen Zipfel des Okres Trutnov nahe der Grenze mit dem Okres Náchod. Dubenec erstreckt sich über vier Kilometer am Oberlauf des Baches Hustířanka auf der Velichovská tabule (Welchower Tafel). Südlich erhebt sich der Zámecký vrch mit dem Burgstall Kozamberk und im Westen die Morava (365 m).
Nachbarorte sind Zálesí, Malý Libotov und Libotov im Norden, Hřibojedy, Malé Hřibojedy und Končiny im Nordosten, Hvězda im Osten, Nouzov und Velichovky im Südosten, Kalinovec und Vilantice im Süden, U Doleního Mlýna, U Hořeního Mlýna und Sedlec im Südwesten, Záborov, Miřejov und Lanžov im Westen sowie Nebesa, Velehrádek, Doubravice und Bousův Hostinec im Nordwesten.

## Geschichte
Die erste schriftliche Erwähnung des Lehngutes erfolgte 1229 als Besitz des Zbraslav von Dubenec. Dieser war zu dieser Zeit einer der bedeutendsten böhmischen Adligen und führte ein gekrümmtes Horn als Wappen. Sein Sitz war die Burg Dubenec, die auch Kalinovec genannt wurde. Zwischen 1355 und 1364 war das Gut gemeinschaftlicher Besitz von Wanko und Kordul von Slaupno. Danach erfolgte eine Teilung der Herrschaft. Im Jahre 1383 gehörte ein Teil von Dubenec mit der Kirche sowie den Dörfern Zálesí und Sahlin dem Wanko Kordul von Slaupno, Besitzer des anderen Teils von Dubenec mit der Burg und dem Hof war Wanko von Dubenec. Letzterer verstarb früh und hinterließ einen minderjährigen Sohn Zdeněk. Seine Vormünder Paschek von Ples und Přibík von Dubenec konnten auch den anderen Anteil zugewinnen und vereinten die Herrschaft im Jahre 1415 wieder. Nachdem während der Hussitenkriege am 13. Mai 1421 die Stadt Jaroměř erobert und zerstört worden war, zogen die Aufständischen in mehreren Trossen gegen Königinhof. Einer der hussitischen Trosse zog durch Dubenec und brannte das Dorf nieder. Nach dem Wiederaufbau unter dem Taboriten Wanieck Kordul von Slaupno war der Ort utraquistisch. Der neue Grundherr gab auch nach der Niederlage der Hussitenbewegung keinen Frieden. Obwohl er noch 1436 König Sigismund die Treue geschworen hatte, stellte er sich im Jahr darauf gegen dessen Nachfolger Albrecht und eroberte zusammen mit seinem Schwager Jan Kolda von Žampach die Stadt Náchod sowie mehrere Burgen. Am 29. Juni 1440 belagerte er mit seinem Verbündeten auch Prag. 1441 wurde unter Führung von Jetřich von Miletínek eine Gegenoffensive gegen die ostböhmischen Raubritter eingeleitet, bei der am 10. Juni 1441 die Burg Kalinovec eingenommen und geschleift wurde. Wanieck Kordul entkam dabei, er starb 1445 an der Pest. Zibrid Kordul ließ neben der Kirche als neuen Herrschaftssitz ein Schloss errichten. 1505 beerbte ihn seine Witwe Anna von Michnice. Nach deren Tode wurde der Besitz zwischen den Töchtern Duška und Anna geteilt. Letzte verkaufte ihren Anteil an Nathaniel von Czernin auf Žireč. Duškas Hälfte fiel später Johann Chwalowsky von Hustiřan zu, der sie 1534 an Karl Silwar von Pilníkov auf Žireč veräußerte. Damit wurde Dubenec wieder vereint und zur Gänze an Žireč angeschlossen. Nach Karl Silwars Tode erbte dessen Witwe Magdalena Silwar von Waldstein die Herrschaft. Ihr folgten gemeinschaftlich die Töchter Judith, Barbara und Katharina. Im Jahre 1606 verstarb mit Barbara von Waldstein die letzte der Schwestern, der Besitz fiel Christian, Georg und Johann von Waldstein, den Söhnen ihres Vettern Karl von Waldstein zu, die den Besitz 1623 an Albrecht von Waldstein verkauften. Nach dessen Ermordung wurden die Güter 1634 beschlagnahmt und wenig später Giovanni Pieroni de Galliano damit belehnt. Dessen Sohn Franz verkaufte den Besitz am 3. April 1662 wegen Überschuldung an die Jesuiten in Žireč. An der Straße nach Vilantice errichtete der Orden im 18. Jahrhundert die eingeschossige Herberge Na tvrzi. Im 18. Jahrhundert erlebte der Ort zahlreiche Einquartierungen und Truppendurchzüge. 1712 lagerte hier das Regiment Schönberg, 1757 das Regiment Marquis de Botta, im Jahre darauf das Regiment Hildburghausen, 1759 das Regiment Josef Braun, die Kompanie des Hauptmanns Rübner sowie ein polnisches Transport- und Invalidenbataillon und 1760 letztlich das Andlauische Regiment. Nach dem Jesuitenverbot fiel Dubenec 1773 den k.k. Kameralgütern zu. Am ostböhmischen Bauernaufstand von 1775 beteiligten sich auch Einwohner des Dorfes. Während des Kartoffelkrieges lagerten 1778 bei Dubenec 40 Bataillons der k.k. Militärreserve. Drei Jahre später wurden im örtlichen Steinbruch Steine für den Bau der Festung Josefstadt gebrochen. Zu dieser Zeit lagerte im Ort das Regiment Brincken. Im Jahre 1825 kaufte Martin Wagner das Allodialgut Schurz/Žireč. Im Jahre 1834 bestand Nieder Dubenetz aus 114 Häusern, darunter zwei Mühlen, der Kirche, der Schule und einer Schänke, in denen 771 tschechischsprachige Einwohner lebten. In den 112 Häusern von Ober Dubenetz, darunter ebenfalls zwei Mühlen, ein Meierhof und eine Schänke, lebten 774 deutschsprachige Einwohner. Bis zur Mitte des 19. Jahrhunderts blieben beide Dorfgemeinden immer nach Schurz untertänig. Im Jahre 1850 wurden Ober- und Nieder Dubenetz zu einer Gemeinde Dubenec/Dubenetz in der Bezirkshauptmannschaft Königinhof vereinigt. Volkstümlich wurde der Ort Dubenz genannt.
Während des Deutschen Krieges wurden zur Verteidigung des strategisch bedeutsamen Höhenrückens Zvičinský hřbet vor den einmarschierenden preußischen Truppen am 27. Mai 1866 zunächst ein Zug der Kavalleriedivision Edelsheim und tags darauf die Liechtensteinischen Husaren stationiert. Am 29. Juni schlug die Armee des Deutschen Bundes im Dubenecer Pfarrhaus ihr Hauptquartier auf, in dem neben dem Oberbefehlshaber der k.k. Nordarmee Feldzeugmeister Ludwig von Benedek, dem Chef des Generalstabes Alfred von Henikstein, dem Chef der Operationskanzlei Gideon von Krismanic, Prinz Leopold von Bayern, Prinz Wilhelm von Baden sowie die Generäle von Gablenz, Esterházy, Knebel und Scholz Strategien gegen den Vormarsch der Preußen entwickelten. Die Felder um Dubenec dienten als Heerlager der k.k. Armee, die unter Benedeks Kommando in Richtung Königgrätz marschierte. Der Generalstab verließ in den frühen Morgenstunden des 1. Juli 1866 das Pfarrhaus.
Am 30. Mai 1881 errichtete Martin Wagner durch testamentarische Verfügung ein Armenstift, dem er vier Häuser in Dubenec überschrieb, die fortan als Armenhäuser der Gemeinde genutzt wurden. 1886 gründete Jan Šmíd eine Pfefferküchlerei. Im Jahre 1887 erwarb der Jermerer Textilunternehmer Josef Etrich das Gut. Aus der tschechischen Bevölkerungsgruppe wurde 1897 eine Ortsgruppe Národní jednota severočeská gegründet, die Kultur der tschechischen Minderheit im deutschen Sprachgebiet pflegte und im Steinbruch hinter Bousův Hostinec eine Naturbühne errichtete. Nach dem Zusammenbruch der k.u.k. Monarchie schloss die Gemeinde zunächst der Provinz Sudetenland an und wurde am 14. Dezember 1918 von  tschechoslowakischen Truppen besetzt. Der deutsche Bürgermeister Adalbert Sapouschke musste einer Änderung des Gemeindestatuts zustimmen, die der tschechischen Volksgruppe ein Drittel der Sitze in der Gemeindevertretung zugestand. Die tschechische Volksgruppe errichtete eine eigene Feuerwehr, die zwischen 1926 und 1927 ein Spritzenhaus errichtete. Im Jahre 1930 hatte Dubenetz / Dubenec 930 Einwohner. In den Jahren 1932 bis 1933 erfolgte der Bau einer tschechischen Schule, zwischen 1936 und 1937 wurde eine deutsche Schule errichtet. Im Jahre 1937 wurde die Gemeinde von einem starken Hochwasser der Hustířanka heimgesucht. 1938 erfolgte eine Aufteilung des Gutes Dubenetz; Käufer waren die deutsche Raiffeisenkasse Dubenetz, Josef Rint aus Stern, Familie Chládek aus Lanžov und Alois Kirsch aus Dubenetz. Nach dem Münchner Abkommen wurde Dubenetz 1938 dem Deutschen Reich zugeschlagen und gehörte bis 1945 zum Landkreis Trautenau. Die Národní jednota severočeská musste ihren Besitz einschließlich des Schulhauses für 30.000 Kronen an die Gemeinde verkaufen. 1939 lebten in dem Ort 924 Personen. Nach dem Ende des Zweiten Weltkrieges kam Dubenec zur Tschechoslowakei zurück und wurde wieder dem Okres Dvůr Králové nad Labem zugeordnet. Die deutsche Schule wurde geschlossen und darin das Postamt untergebracht. In Dubenec bildete sich eine Ortsgruppe des Sbor národní bezpečnosti (SNB), die den Ortsfrieden und die Vertreibung der Deutschen abzusichern hatte, sie wurde 1949 nach Erfüllung ihrer Aufgaben wieder aufgelöst. Bis 1947 waren alle Deutschen aus Dubenec ausgesiedelt, danach erfolgte der Abriss zahlreicher leerstehender Häuser. 1948 wurde der herrschaftliche Kornspeicher abgetragen und seine Steine zum Bau des Entwässerungskanals vom Bach aus Hvězda unterhalb der Kirche verwendet. Zwischen 1950 und 1952 entstand ein Schwimmbad. Beim Hochwasser von 1956 wurde das Niederdorf überflutet und verschlammt. Die Pfefferküchlerei wurde 1956 in eine Brotbäckerei umgewandelt. Nach der Aufhebung  des Okres Dvůr Králové nad Labem wurde die Gemeinde 1961 Teil des Okres Trutnov. Beim Zensus von 1970 lebten in Dubenec 676 Personen; der Ort bestand aus 90 bäuerlichen Anwesen, 74 Einfamilienhäusern, drei Wohnblöcken, sieben Ferienhäusern, zehn leerstehenden Häusern und neun weiteren Gebäuden. Nachdem es im Juni 1971 erneut zu einer Überschwemmung gekommen war, erfolgte im Herbst eine Beräumung und Begradigung des Bettes der Hustířanka. Im selben Jahre wurde im früheren Schulhaus der Jednota ein Kindergarten eingerichtet. Am 20. Mai 1976 stand das Wasser erneut 40 cm hoch im Dorf. Dubenec wurde 1977 zum Grundzentrum für die Dörfer Bílé Poličany, Doubravice, Dubenec, Hřibojedy, Lanžov, Libotov, Vilantice und Velký Vřešťov bestimmt. Am 17. November 1990 stürzte bei Dubenec eine mit Zigaretten beladene Tupolew Tu-154 ab.

## Gemeindegliederung
Für die Gemeinde Dubenec sind keine Ortsteile ausgewiesen. Dubenec besteht aus den Ortslagen Horní Dubenec (Ober Dubenetz) und Dolní Dubenec (Nieder Dubenetz) sowie den Einschichten Bousův Hostinec, Končiny und Kalinovec.

## Sehenswürdigkeiten

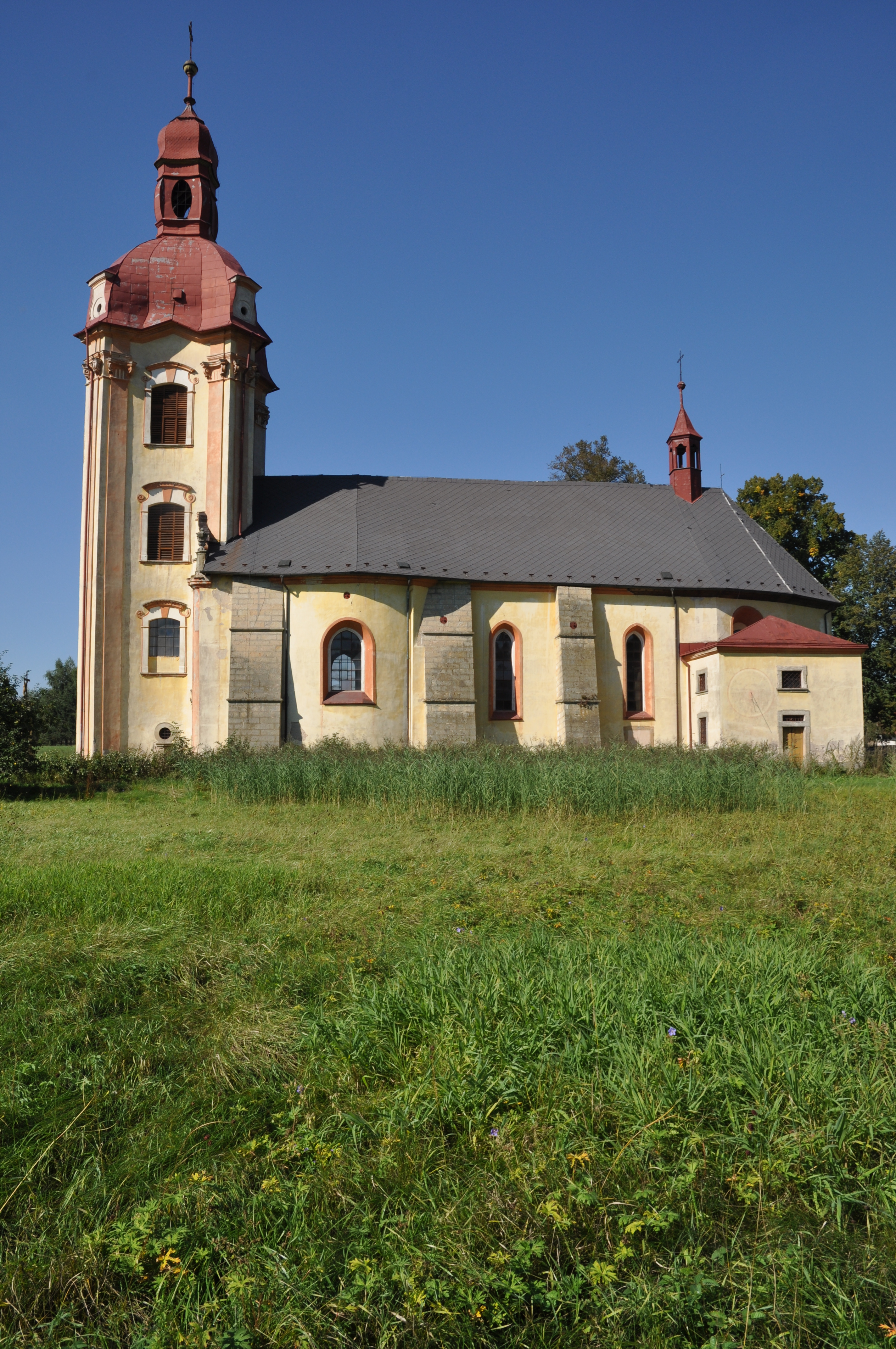
Kirche

- Kirche des hl. Josef, der 1343 errichtete gotische Bau war ursprünglich dem hl. Wenzel geweiht. Zwischen 1736 und 1740 wurde die Kirche barock umgestaltet und dem hl. Josef geweiht
- Pfarrhaus, Barockbau aus dem Jahre 1753
- Burgstall Kozamberk, auch Dubenec bzw. Kalinovec, südlich des Dorfes bei Kalinovec. Die auf dem nach drei Seiten steil abfallenden Zámecký vrch errichtete Anlage diente dem Schutz der Schlesischen Straße. Sie ist seit der Mitte des 13. Jahrhunderts als Sitz des Zbraslav von Dubenec nachweisbar. 1441 wurde sie als Raubrittersitz zerstört.
- Kapelle der Schmerzhaften Mutter Gottes, an der Straße nach Hvězda, erbaut 1720
- Gedenkstein für die Opfer des Ersten Weltkrieges